# Micrurus annellatus
Micrurus annellatus är en ormart som beskrevs av Peters 1871. Micrurus annellatus ingår i släktet korallormar, och familjen giftsnokar.
Arten förekommer i Anderna från Ecuador över Peru till Bolivia samt i västra Brasilien.

## Underarter
Arten delas in i följande underarter:
- M. a. annellatus
- M. a. balzanii
- M. a. bolivianus